# L'Écho de la peur
Pour plus de détails, voir Fiche technique et Distribution.
L'Écho de la peur (Baby Monitor: Sound of Fear) est un téléfilm américain réalisé par Walter Klenhard et diffusé le 27 janvier 1998.

## Synopsis
Une femme est trompée par son compagnon qui est en liaison avec une nounou ; elle cherche à se venger en engageant deux tueurs.

## Fiche technique
- Titre original : Baby Monitor: Sound of Fear
- Réalisation : Walter Klenhard
- Scénario : Edgar von Cossart et Walter Klenhard
- Producteurs exécutifs : Meryl Marshall et Susan Whittaker
- Produit par : Spinnaker Films, Two Oceans Entertainment Group et Universal Television Entertainment
- Décors : Elizabeth Wilcox
- Montage : Jere Huggins
- Costumes : Trish Keating
- Casting : Abra Edelman et Elisa Goodman
- Musique : Shirley Walker
- Pays d'origine :  États-Unis
- Langue originale : anglais
- Format : couleur — son stéréo
- Genre : thriller
- Durée : 90 minutes (1 h 30)

## Distribution
- Josie Bissett (VF : Isabelle Maudet) : Ann
- Jason Beghe (VF : Joël Martineau) : Matt
- Barbara Tyson (VF : Dominique Bailly) : Carol Whitson
- Jeffrey Noah (VF : Guillaume Colas) : Peter
- Lalainia Lindjberg : Lisa
- Liam Ranger : Zach
- Pamela Perry : Jackie
- Vincent Gale (VF : Patrick Borg) : Jimmy
- Gerard Plunkett (VF : Michel Castelain) : Marcus
- Maria Herrera : la réceptionniste
- John R. Taylor : Lerner
- Mark Holden : l'officier
- Danny Virtue : le chauffeur